# أليساندرو غازي

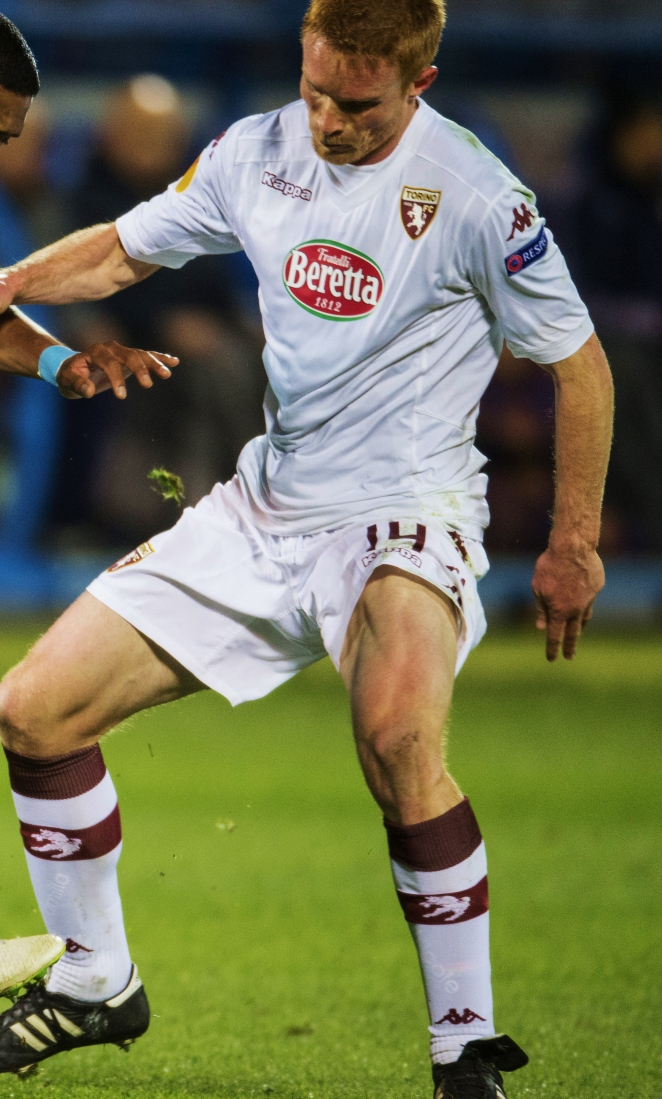

أليساندرو غازي (بالإيطالية: Alessandro Gazzi) (مواليد 28 يناير 1983 في فيلتري - إيطاليا) لاعب كرة قدم إيطالي يلعب حاليا لصالح نادي الدرجة الأولى باري الإيطالي منذ 2004 في مركز الوسط المدافع .

## روابط خارجية
- أليساندرو غازي على موقع الاتحاد الأوربي (الإنجليزية)
- أليساندرو غازي على موقع قاعدة بيانات كرة القدم.إي يو (الإنجليزية)
- أليساندرو غازي على موقع Soccerway.com (الإنجليزية)
- أليساندرو غازي على موقع عالم كرة القدم.نت (الإنجليزية)
- أليساندرو غازي على موقع كووورة
- أليساندرو غازي على موقع AS.com (الإسبانية)